# Seios de Rokitansky-Aschoff
Seios de Rokitansky-Aschoff são divertículos ou bolsas na mucosa da vesícula biliar. Podem ser macroscópicos ou microscópicos. Histologicamente, são recessos da mucosa da vesícula biliar no interior da capa mucosa. Por si só não são considerados anormais, mas podem estar associados com colecistite.

## Causas
Os seios se formam como resultado de uma pressão aumentada na vesícula biliar e lesão recorrente à parede da vesícula. Eles estão associados com pedras na vesícula biliar (colelitíase).

## Epônimo
Eles recebem o nome em homenagem a Carl Freiherr von Rokitansky e Ludwig Aschoff.